# Blue (日本のバンド)
Blüe（ブルー）は、日本のヴィジュアル系ロックバンドである。1998年にバップからメジャーデビュー、2002年に解散した。
バンド名は「Blüe」および「BLÜE」の二通りの表記が見られる（#外部リンクを参照）。

## 来歴
1995年7月、大阪府大阪市中央区西心斎橋のライブハウス「Bahama」にて初ライブを行い、活動を開始する。
1996年6月、オムニバス・アルバム『THE END OF THE CENTURY ROCKERS I』に参加する。この時点でのメンバーはSHIGE、SAKI、JUN、DIE、TETSUの5人であったが、同年11月17日に開催されたインディーズレーベルKreisの設立イベント出演時には、DIEを除く4人編成となっている。同年11月23日、Kreisから初のシングル『月と太陽』をリリースし（メンバーはSHIGE、SAKI、JUN、HAYATO、TETSUの5人）、発売から1週間で約4,000枚を売り上げる。
1997年1月、SHIGEとTETSUが脱退し、同年3月からARIHITO、SAKI、JUN、HAYATOの4人で活動する。
1998年6月、バップからシングル『SHELLY』をリリースし、メジャーデビューした。
2000年、楽器メーカーFERNANDESから、SAKIモデルギター「MS95-BL」およびJUNモデルベース「J95-BL」が発売された。
2002年、解散。
2025年、音楽ストリーミングサービスにてバップ在籍時作品を配信開始。

## メンバー
- ARIHITO（ありひと、3月25日[2] - ） - ボーカル
- SAKI（さき、5月10日[2] - ） - ギター
- JUN（じゅん、5月16日[2] - ） - ベース
- HAYATO（はやと、11月13日[2] - ） - ドラム

### 旧メンバー
- SHIGE（しげ） - ボーカル[4]
- TETSU（てつ） - キーボード[4]
- DIE（だい） - ドラム[3]

## 評価・音楽性
『Vicious』1997年2月号は、楽曲について「構築された深みのあるサウンドとポップなメロディセンス」、SHIGEの歌声について「深みのある歌声は、聴き手の感情を感涙させるだけの力を備えている。」と評した。
メジャー1枚目のアルバム『SINCE』について、『CDジャーナル』は「メロディアスで透明感あふれるサウンド」、「ポップな感覚に秀でている」と評し、『音楽誌が書かないJポップ批評27　X JAPANと「ヴィジュアル系」黄金伝説』は次のように評した。
メジャー6枚目のシングル『少年の詩』（2000年7月）をリリース時、『Vicious』2000年8月号は、サウンド面での大幅な変化とグルーヴ感が増したことを指摘している。同作では前作まで使用していたキーボードやドンカマチックを使用せずにレコーディングされた。キーボードについてメンバーは、メジャー2枚目のミニ・アルバム『Frontier』（2001年9月）リリース時、以前はキーボードありきで考えていたが、現在はバンド･サウンドに自信があり、キーボードは「味付け」のようなものであると語っている。

## 関連人物

### 藤田幸也（YUKIYA）
YUKIYAによると、彼はSHIGEを始めBLÜEとの出会いがきっかけとなり、インディーズレーベルKreisを設立した。なお、BLÜE初のシングル『月と太陽』は、Kreisにとって最初のリリース作品である。
インディーズ時代に、シングル『月と太陽』、ミニ・アルバム『misty』および『BREATH』、ビデオクリップ集『Times』をプロデュースした。

### ENDLESS
ENDLESSは、BLÜEの元メンバーのSHIGE、TETSUによる音楽ユニットである。彼らのBLÜE在籍時にリリースした楽曲「Rain」および「月と太陽」（原曲はシングル『月と太陽』に収録）を、2007年および2009年にセルフカバーした（ドラム演奏はHAYATO）。

## 作品

### デモテープ
- STORIES（1995年12月20日）

### シングル
| タイトル     | 発売           | レーベル | 備考                   |
| ------------ | -------------- | -------- | ---------------------- |
| 月と太陽     | 1996年11月23日 | Kreis    | プロデュース：藤田幸也 |
| SHELLY       | 1998年6月10日  | バップ   |                        |
| FACE         | 1998年8月26日  | バップ   |                        |
| eternal wind | 1998年10月28日 | バップ   |                        |
| EVER         | 1999年7月28日  | バップ   |                        |
| MÖBIUS       | 1999年10月27日 | バップ   |                        |
| 少年の詩     | 2000年7月12日  | バップ   |                        |

### ミニ・アルバム
| タイトル   | 発売          | レーベル    | 備考                   |
| ---------- | ------------- | ----------- | ---------------------- |
| misty      | 1997年9月1日  | Kreis/eyear | プロデュース：藤田幸也 |
| BREATH     | 1997年12月3日 | Kreis/eyear | プロデュース：藤田幸也 |
| CHRONOGATE | 2000年9月13日 | バップ      |                        |
| Frontier   | 2001年9月27日 | バップ      | セルフ・プロデュース   |

### アルバム
| タイトル      | 発売           | レーベル | 備考                   |
| ------------- | -------------- | -------- | ---------------------- |
| SINCE         | 1998年12月2日  | バップ   | プロデュース：奈良敏博 |
| birth         | 2000年2月9日   | バップ   |                        |
| TRUTH         | 2001年2月28日  | バップ   |                        |
| BEST 19972001 | 2001年11月21日 | バップ   |                        |

### ビデオ
| タイトル               | 発売          | レーベル    | 備考                   |
| ---------------------- | ------------- | ----------- | ---------------------- |
| Times                  | 1998年2月1日  | Kreis/eyear | プロデュース：藤田幸也 |
| [TIMES]Vol.-BEGINNING- | 1999年3月10日 | バップ      |                        |

### オムニバス・アルバム
| タイトル                         | 収録曲                    | 発売           | レーベル   | 備考            |
| -------------------------------- | ------------------------- | -------------- | ---------- | --------------- |
| THE END OF THE CENTURY ROCKERS I | - Moon Stone - escape     | 1996年6月21日  | トライクル |                 |
| Kreis                            | Review for fate           | 1998年5月29日  | Kreis      |                 |
| Kreis 1999                       | MOMENT（Kreis All Stars） | 1999年12月22日 | Kreis      | ARIHITOのみ参加 |

## タイアップ一覧
| 起用年 | 曲名         | タイアップ                                                                          |
| ------ | ------------ | ----------------------------------------------------------------------------------- |
| 1998年 | eternal wind | 日本テレビ系アニメ『MASTERキートン』エンディングテーマ（第1話 - 第13話）            |
| 1999年 | EVER         | 日本テレビ系アニメ『MASTERキートン』エンディングテーマ（再放送版：第14話 - 第24話） |
| 1999年 | EVER         | テレビ東京系『TOKYO DAYS @』オープニングテーマ                                      |
| 1999年 | MÖBIUS       | TBS系『炸裂!スポーツパワー!!』テーマソング                                          |
| 2000年 | 少年の詩     | 日本テレビ系『ロンブー龍』エンディングテーマ                                        |
| 2001年 | 花           | 日本テレビ系 shin-D『Ryo 恋の季節』主題歌                                           |

## 出演

### 過去のレギュラー番組
- BLÜEのB-MANIAX（ベイエフエム）[7]
- BlüeのFM ROCK KIDS RETURNS（エフエム北海道）[26]